# Haeundae Doosan We've the Zenith
Haeundae Doosan We've the Zenith là một khu phức hợp gồm ba tòa tháp căn hộ chung cư ở quận Haeundae, Busan, Hàn Quốc, được hoàn thành vào năm 2011. Với 80 tầng và cao 301 m, tháp A là tòa căn hộ chung cư cao thứ 13 trên thế giới và đã được chính thức công bố là tòa nhà cao thứ hai ở Hàn Quốc, theo Bộ Đất đai, Giao thông và Hàng hải. Haeundae Doosan We’ve the Zenith bao gồm ba tòa tháp với 70, 75 và 80 tầng, có 1.788 căn hộ, và một tòa nhà văn phòng trên diện tích 42.500 mét vuông (457.000 foot vuông). Toàn bộ công trình được xây dựng trong 48 tháng từ tháng 11 năm 2007 đến tháng 11 năm 2011.

## Kiến trúc và thiết kế
Các đường cong từ những con sóng của bãi biển Haeundae và núi Jang đều hiện diện trong thiết kế của khu phức hợp, và nó được lấy cảm hứng từ hình dạng của cánh hoa. Hình dạng cong bên ngoài tòa nhà cho phép người dân nhìn ra bãi biển Haeundae, Nurimaru và cầu Gwangan.
De Stefano & Partners là một công ty thiết kế chuyên nghiệp trong lĩnh vực kiến trúc cao tầng đã thiết kế kiến trúc của Haeundae Doosan We’ve the Zenith; Jerde Partnership International thiết kế tòa nhà thương mại; và tập đoàn SWA từng thực hiện cảnh quan cho Walt Disney World ở Hoa Kỳ đã thực hiện công việc cảnh quan của Haeundae Doosan We’ve the Zenith.

## Cấu trúc và an toàn
Haeundae Doosan We’ve the Zenith được áp dụng hệ thống giám sát sức bền cấu trúc (SHM) trang bị cảm biến kiểm tra tải trọng gió và động đất của tòa nhà trong thời gian thực. Thiết kế kết cấu được thực hiện bởi Thornton Tomasetti của Mỹ, một công ty cũng đã từng thiết kế tòa nhà Đài Bắc 101 ở Đài Loan.
Haeundae Doosan We’ve the Zenith có một khu vực trú ẩn ở mỗi ba tầng, có thể được sử dụng như một khu vực nghỉ ngơi hoặc một khu vườn treo trong hoàn cảnh bình thường và sẽ được sử dụng như một không gian trú ẩn trong trường hợp khẩn cấp. Để tránh sự vỡ vụn, đó là vụ nổ có thể xảy ra khi bê tông tiếp xúc với nhiệt độ cao, các tòa nhà được xây dựng bằng bê tông có sức bền cao sử dụng phương pháp ngăn chặn sự vỡ vụn. Công nghệ này đã được công nhận với một Chứng nhận Công nghệ Xây dựng Mới từ Bộ Đất đai, Giao thông và Hàng hải trong tháng 9 năm 2008.

## Cơ sở vật chất
Khu phức hợp này có các cơ sở vật chất cho cư dân, bao gồm câu lạc bộ rượu vang, phòng tập luyện âm nhạc cách âm, rạp chiếu phim gia đình, phòng giải trí, phòng đọc sách. Ngoài ra Haeundae Doosan We’ve the Zenith còn có chung cư riêng có thể được sử dụng làm nhà khách cho cư dân, phòng khiêu vũ cho các buổi tiệc, hội thảo và những sự kiện khác.

## Thư viện ảnh

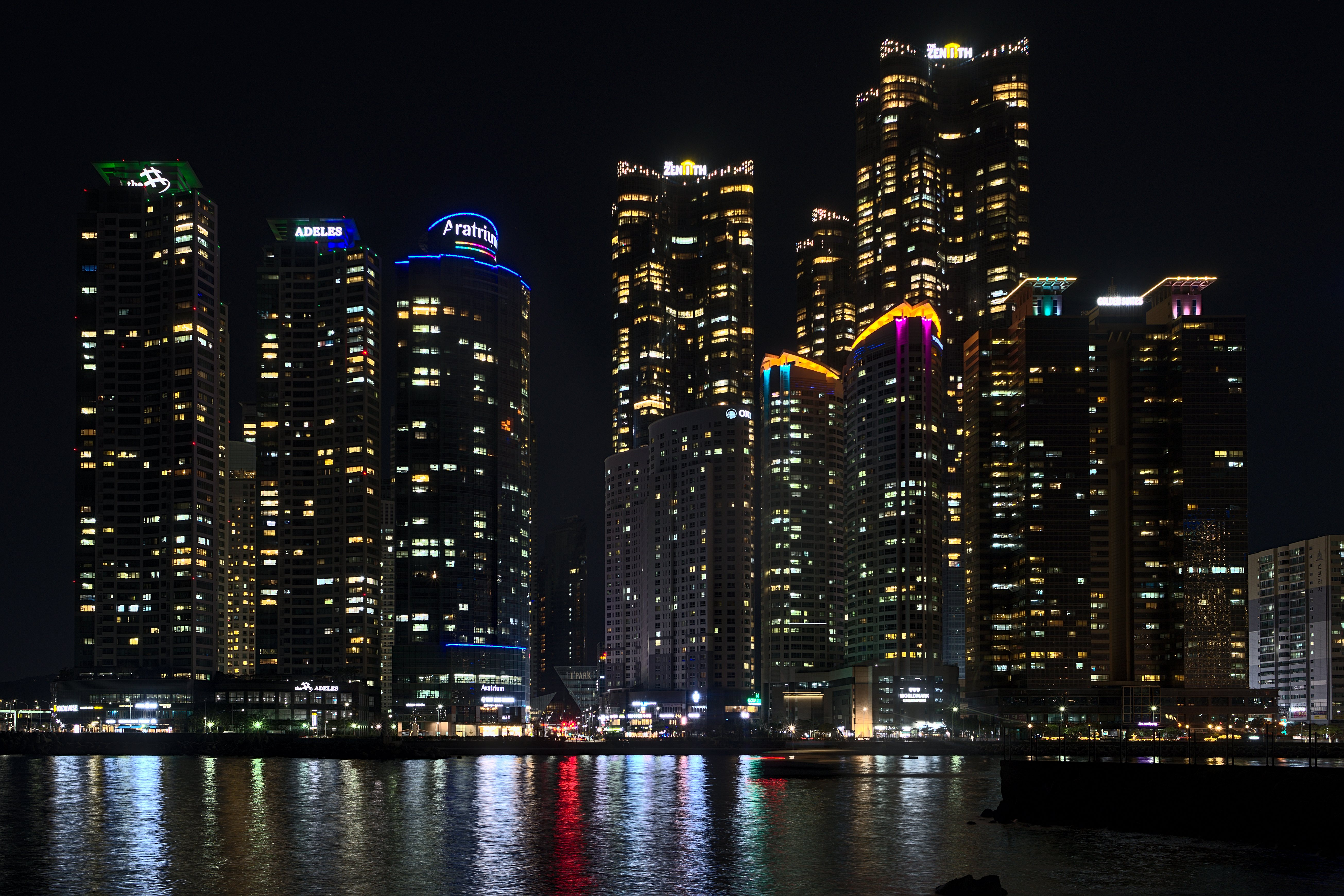